# Kuźmiwka (obwód rówieński)
Kuźmiwka (ukr. Кузьмівка; do 1945 roku Kazimirka) – wieś na Ukrainie, w obwodzie rówieńskim, w rejonie sarneńskim. W 2001 roku liczyła 659 mieszkańców.
Wieś została założona w 1629 roku przez kanclerza wielkiego litewskiego Albrychta Stanisława Radziwiłła. Zniszczona podczas wojen kozackich. Murowany, parafialny kościół katolicki pw. św. Kazimierza został wzniesiony w 1629 przez Albrechta Radziwiłła. Parafia katolicka należała do dekanatu rówieńskiego (diecezja łucko-żytomierska, a następnie w okresie II RP – łucka). W 1880 roku parafia liczyła 993 dusz i posiadała cudowny obraz Matki Boskiej Kazimirzeckiej, który był kopią obrazu w Ołyce, przywiezionego przez Radziwiłłów z Palestyny. Kościół rozszerzono w 1770 roku, a w końcu XIX wieku odnowiono go i pomalowano. Jako miejsce odpustowe cieszyła się Kazimirka niegdyś taką sławą, że na odpusty ściągała tu polska ludność z całej Ukrainy i Wołynia. Największe odpusty, na które przybywało do 20 000 pielgrzymów odbywały się 15 sierpnia (Dzień Święta Matki Boskiej Zielnej) i 8 września. Na odpusty przybywali również prawosławni. Drewniana cerkiew filialna została wzniesiona w 1861 roku.

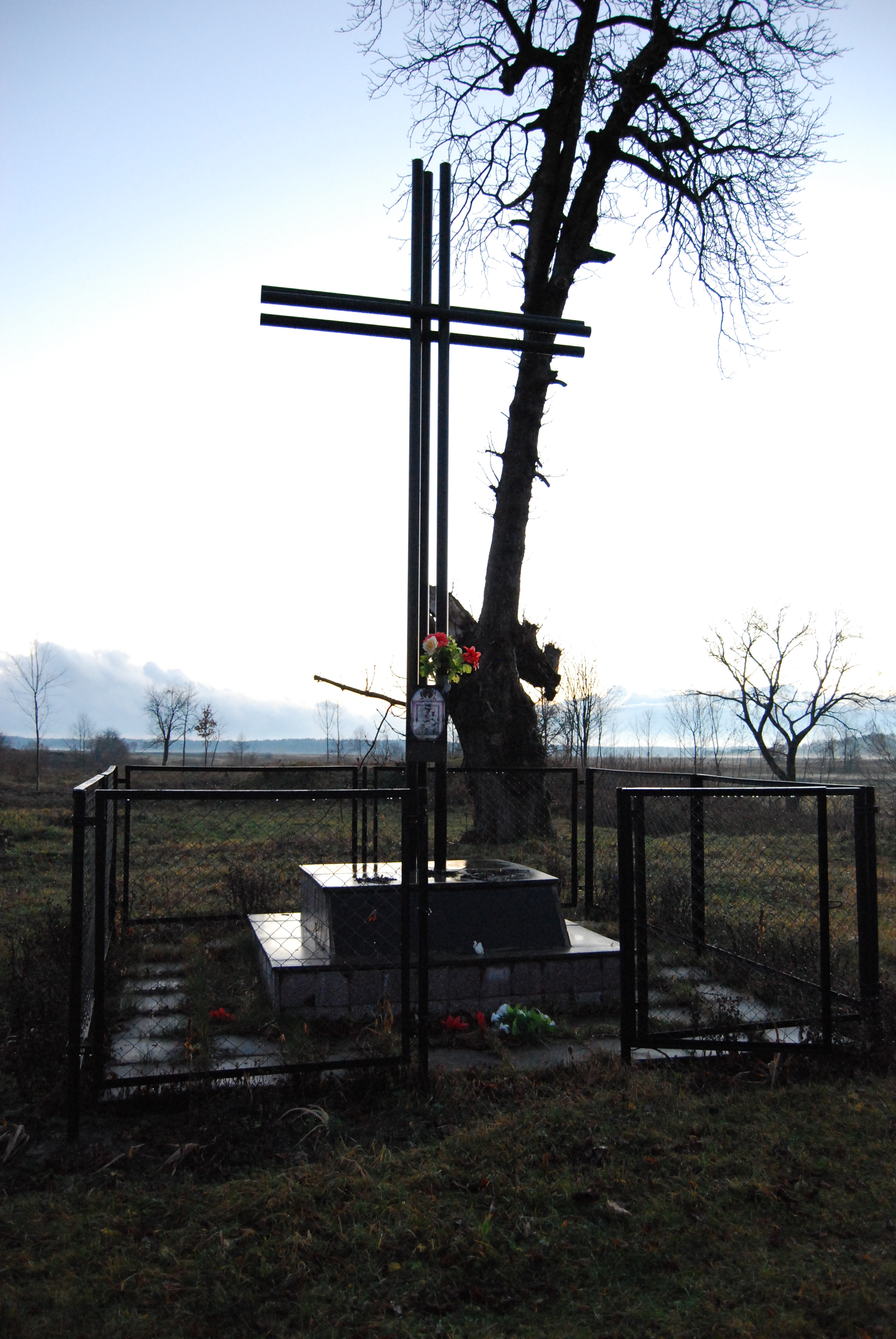
Miejsce, w którym stał kościół katolicki

W II Rzeczypospolitej miejscowość należała do gminy wiejskiej Stepań, w powiecie kostopolskim, w  województwie wołyńskim. W 1921 roku Kazimirkę zamieszkiwało ponad 652 mieszkańców, głównie prawosławnych. Kazimirka została spalona przez Niemców w 1943 roku, a kościół przez UPA w tym samym roku.